# Центральный (городской округ Перевозский)
Центра́льный — посёлок в городском округе Перевозский Нижегородской области России.

## География
Посёлок находится на правом берегу реки Пьяна.

### Часовой пояс
Посёлок Центральный, как и вся Нижегородская область, находится в часовой зоне МСК (московское время). Смещение применяемого времени относительно UTC составляет +3:00.

## История
В 1965 году указом Президиума Верховного Совета РСФСР посёлок Конный завод № 151 переименован в Центральный.

## Население
| 2002 | 2010 |
| ---- | ---- |
| 599  | ↘587 |